# 화계초등학교 노일분교
화계초등학교 노일분교는 대한민국 강원특별자치도 홍천군에 있었던 공립 초등학교이다.

## 학교 연혁
- 1936년 7월 1일: 명덕공립보통학교 부설 노일간이학교 개교
- 1944년 3월 31일: 노일국민학교 승격 인가
- 1983년 3월 1일: 용수국민학교 노일분교장 개편
- 1993년 3월 1일: 구만국민학교 노일분교장 개편
- 1996년 3월 1일: 구만초등학교 노일분교장으로 개칭
- 1999년 3월 1일: 제55회 졸업식(졸업생 계 514명)
- 1999년 9월 1일: 화계초등학교 노일분교장으로 편입
- 2010년 2월 12일: 제70회 졸업식(노일 제 57회 졸업생 계 518명)
- 2010년 9월 1일: 제26대 황원중 교장 선생님 부임
- 2013년 2월 8일: 제73회 졸업식(노일 제59회 졸업생 계521명)
- 2017년 2월 28일: 폐교[2]

## 참고 자료
- 화계초등학교노일분교장 - 한국교육학술정보원 학교알리미